# Guerre civile de Modène
La guerre civile de Modène est une guerre civile romaine opposant, au cours de la première moitié de l'année 43 av. J.-C., Marc Antoine à Decimus Junius Brutus qui refuse de céder le contrôle de la Gaule cisalpine. Ce dernier est soutenu par le Sénat auquel se joint Octavien.
Marc Antoine est contraint de se replier vers la Gaule après deux batailles, la première étant celle de Forum Gallorum, et la deuxième devant les murs de Modène, mais les deux consuls de l'année 43 sont tués lors des combats. Octavien, qui pense alors être en mesure de succéder aux consuls, est écarté par les sénateurs au profit de Brutus qui reçoit tous les honneurs. Brutus se lance à la poursuite de Marc Antoine qui rejoint ses anciens compagnons d'armes, mais il se retrouve piégé et isolé et finit par être capturé et exécuté. Les sénateurs n'ont d'autre choix que de se tourner vers Octavien mais le lien de confiance est rompu et ce dernier marche sur Rome plutôt que contre Marc Antoine. La guerre prend fin avec leur réconciliation politique et la formation du second triumvirat.

## Contexte

### Conséquences du meurtre de César
En 44 av. J.-C., l'année du meurtre de César, Marc Antoine est consul. Les compromis trouvés avec les assassins de César permettent de stabiliser temporairement la situation politique à Rome, jusqu'à l'entrée en scène d'un nouvel ennemi politique, Octavien, que César a adopté par testament. Octavien décide d'assumer cette adoption et vient à Rome pour prendre possession de son héritage financier et surtout politique. Son arrivée remet en cause les décisions de Marc Antoine concernant les Césaricides et leurs partisans. Marc Antoine se trouve alors dans une position inconfortable et bien qu'il soit en mesure de ralentir le processus de ratification de l'adoption d'Octavien, il doit rapidement clarifier sa position politique de crainte de perdre ses soutiens au profit d'Octavien.

### Causes de la guerre
Marc Antoine réunit les comices tributes le 2 ou 3 juin afin de promulguer des lois agraires permettant d'assurer sa position à la fin de son mandat de consul et de placer ses principaux partisans à la tête de provinces clés. Il tente notamment d'assurer pour lui-même le contrôle des provinces de Gaule cisalpine,, alors gouvernée par Decimus Junius Brutus Albinus, un des conjurés de mars 44, et de Gaule chevelue, dès le 1er janvier 43, afin de se rapprocher de Lucius Munatius Plancus, Lépide et Caius Asinius Pollio, anciens lieutenants de César, qui pourront lui assurer un important soutien militaire.
Au cours de l'été et de l'automne 44, la situation de Marc Antoine devient de plus en plus périlleuse. Le revirement de l'opinion en faveur d'Octavien est marqué par des désertions massives parmi les troupes du consul, comme lorsque les Legio I Martia (es) et Legio V Macedonica se rallient à Octavien à leur retour de Macédoine. Ne pouvant se maintenir plus longtemps à Rome, son mandat de consul arrivant à échéance, Marc Antoine réunit le Sénat de manière non officielle le 28 novembre au soir sur le Capitole afin de s'assurer que ses dispositions prises en juin soient bien promulguées. Le lendemain, Marc Antoine, qui a réuni ses troupes, les passe en revue à Tibur puis prend la direction du Nord.

## Guerre civile de Modène

### Siège de Modène
Depuis le mois de juin et l'attribution des provinces de Gaule à Marc Antoine, Decimus Junius Brutus a eu le temps de renforcer sa position et arrivé au mois de décembre, il se sent capable de résister au consul et fait savoir qu'il refuse finalement de céder la Gaule cisalpine à Marc Antoine. Il transmet la nouvelle au Sénat et fait appel à Cicéron pour le soutenir. Néanmoins, Marc Antoine, parti de Tibur les derniers jours de novembre, est déjà en mesure d'intervenir directement contre Brutus. Ce dernier s'enferme avec ses troupes dans Modène (Mutina) vers la mi-décembre,, espérant être soutenu par les forces du Sénat et d'Octavien.
Les nouvelles du revirement de Brutus parviennent à Rome le 20 décembre, date à laquelle les tribuns de la plèbe réunissent le Sénat. Cicéron s'oppose de nouveau à Marc Antoine et choisit de soutenir Octavien. Il prononce les IIIe et IVe Philippiques à cette occasion. Malgré tout, la plupart des décisions prises durant le consulat de Marc Antoine ne sont pas remises en cause, seules les décisions du 28 ou 29 novembre au sujet des gouvernements de provinces et la loi agraire de juin sont annulées,. Néanmoins, cette décision du Sénat marque le début de la guerre de Modène avec la formation de deux camps bien distincts, d'un côté Decimus Junius Brutus, soutenu par le Sénat auquel s'est joint Octavien, et de l'autre Marc Antoine.

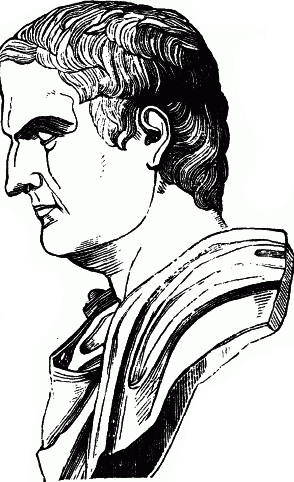
Buste de Marc Antoine.
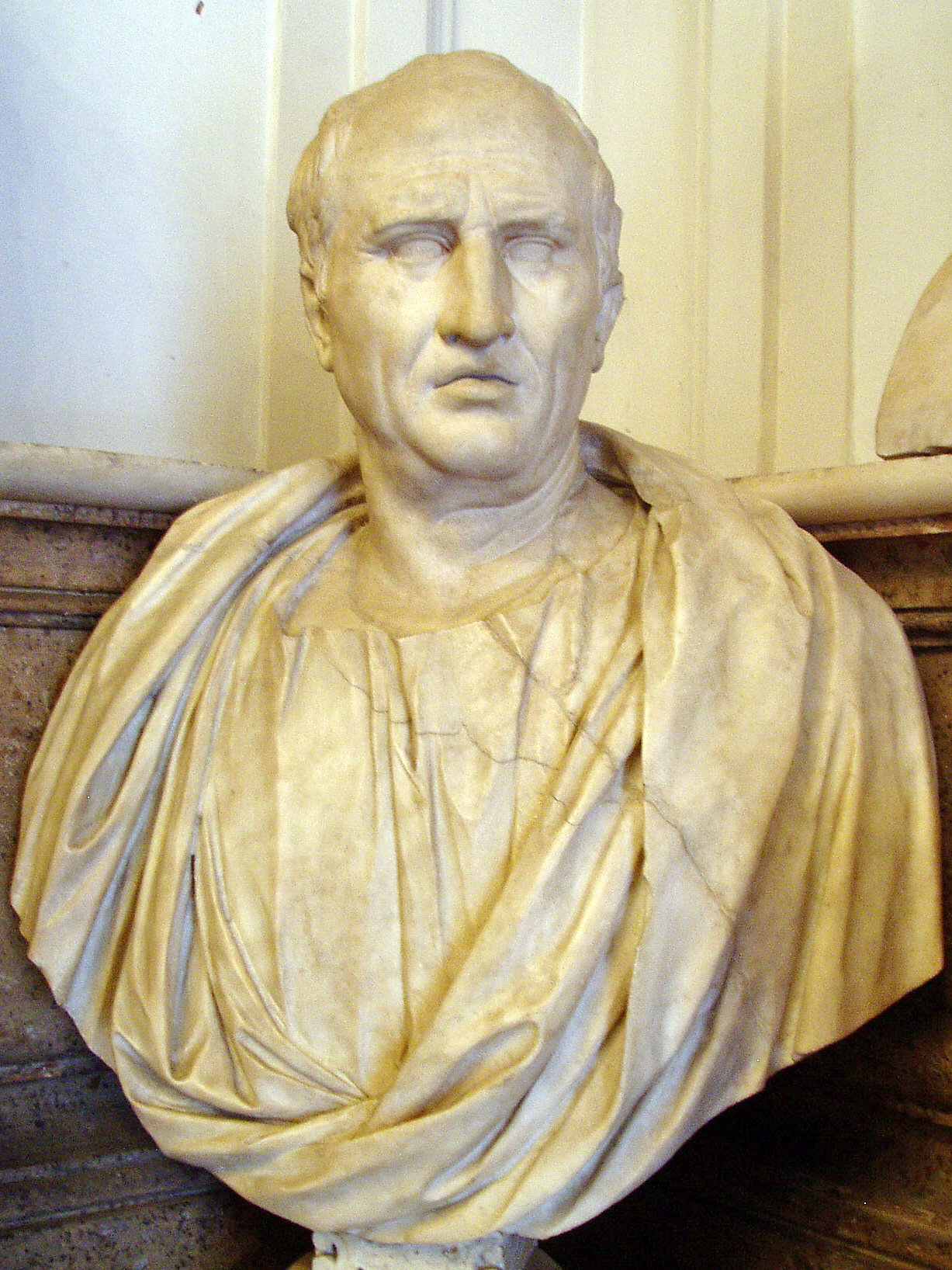
Buste de Cicéron.
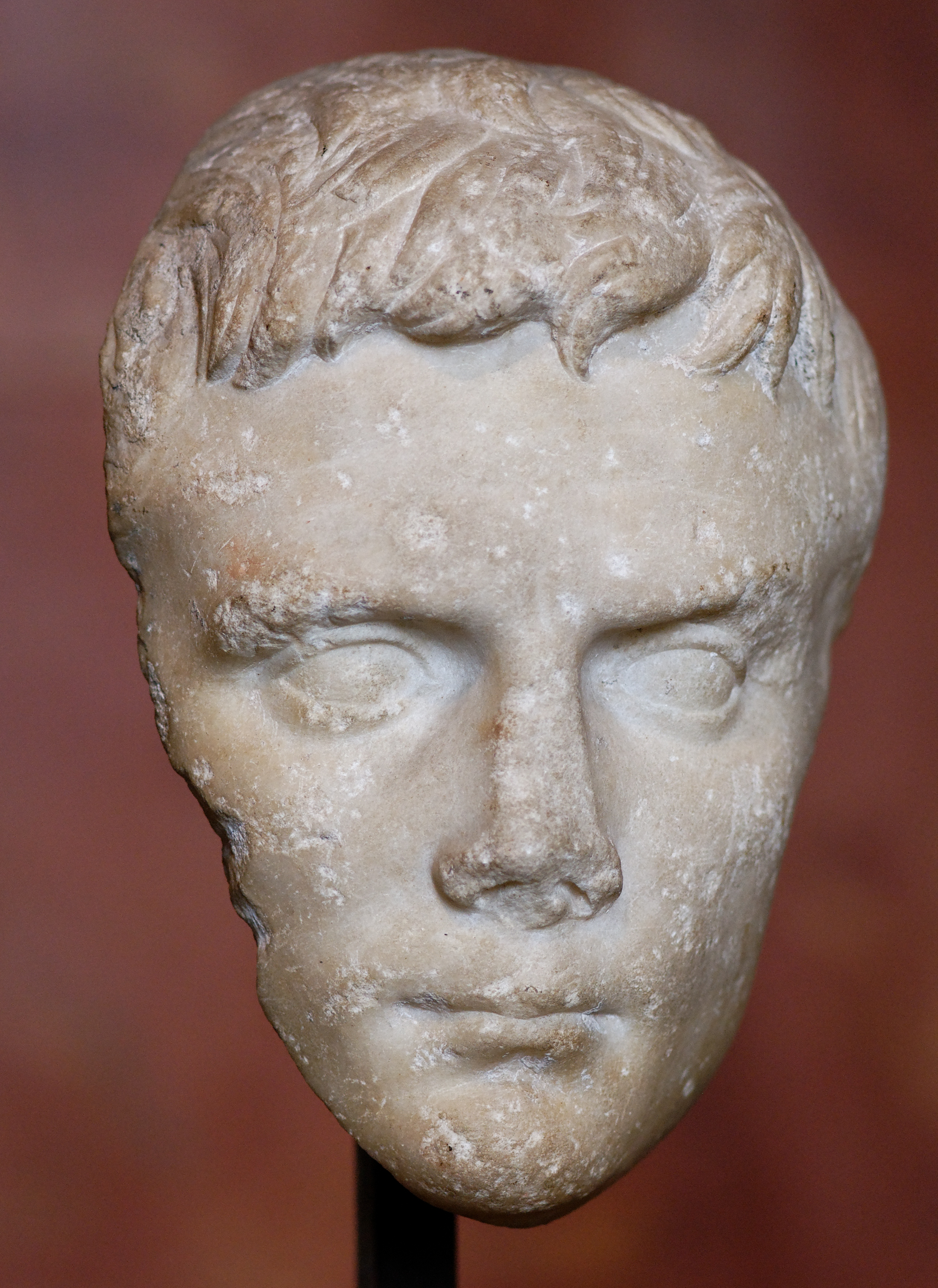
Fragment d'un buste du jeune Octavien.

Le 1er janvier 43, Caius Vibius Pansa et Aulus Hirtius entament leurs mandats de consuls selon les vœux laissés par César sur son testament. Dès le début de leur mandat sont lancés des débats qui divisent les sénateurs sur l'attitude à adopter face aux agissements de Marc Antoine, débats durant lesquels Cicéron prononce la Ve Philippique. Le 3 janvier, le Sénat confie aux consuls la mission de porter secours à Brutus,, assiégé dans Modène, avec le commandement des armées, et leur associe Octavien,, qui dispose d'un imperium proprétorien et pour qui c'est l'occasion d'intervenir directement en toute légalité,. Malgré les discours de Cicéron, le Sénat ne condamne pas Marc Antoine comme ennemi public.
Puis le Sénat envoie à Marc Antoine une délégation demandant sa soumission, à laquelle participe Lucius Marcius Philippus, époux d'Atia et beau-père d'Octavien. Les résolutions prises par le Sénat pour mettre fin au conflit sont ignorées par Marc Antoine qui renonce à la Gaule cisalpine mais réclame en échange le gouvernement de la province de Gaule chevelue avec six légions pour cinq ans, tout en réitérant son obéissance au Sénat et en accusant violemment Cicéron et ses partisans d'aggraver la situation,. Au retour de l'ambassade, au début de février, l'attitude jugée provocatrice de Marc Antoine décide le Sénat à recourir au senatus consultum ultimum et à l'annulation de toutes les décisions prises par Marc Antoine l'année précédente en tant que consul,. Lépide et Lucius Munatius Plancus tentent une dernière fois de résoudre la crise par voies diplomatiques mais leur demande est rejetée par le Sénat qui se range derrière Cicéron. Marc Antoine appelle alors à l'union de tous les Césariens, dont Octavien,, et Cicéron réplique en prononçant sa XIIIe Philippique, rendant l'affrontement armé inévitable.

### Bataille de Forum Gallorum

Localisation de Forum Gallorum (Castelfranco Emilia) par rapport à Mutina (Modène) et Bononia (Bologne).

Fin mars ou début avril, Hirtius et Octavien partent à la tête de leurs troupes en direction de Modène afin de dégager la ville, suivis quelques jours plus tard de Pansa, à la tête de quatre légions supplémentaires levées avec difficulté, le consul étant réticent à se battre contre d'anciens compagnons d'armes. Hirtius et Octavien s'emparent d'abord, sans difficulté, de Bologne et de Forum Gallorum, localité située le long de la via Æmilia entre Modène et Bologne, Castelfranco Emilia à l'époque moderne. Ils s'apprêtent ensuite à faire leur jonction avec les troupes de Pansa sur la via Aemilia mais Marc Antoine laisse la défense du siège à un lieutenant et se met en marche pour empêcher la jonction entre les deux armées ennemies.
Le 14 avril, Marc Antoine parvient à intercepter les troupes de Pansa près de Forum Gallorum,. Le consul est mortellement blessé dans la mêlée et ses troupes sont près de céder,. Octavien envoie la Legio I Martia pour soutenir les légionnaires de Pansa, jeunes et inexpérimentés, alors que Pansa, blessé, se replie vers Bologne. Ses troupes sont finalement mises en déroute. Hirtius intervient alors à la tête de la Legio IV et met en fuite l'armée de Marc Antoine, épuisée par le premier affrontement. Marc Antoine sort très affaibli militairement de cette première confrontation, ayant perdu la moitié de ses Legio II et Legio XXX, ainsi qu'une grande partie de sa cohorte prétorienne et de la légion envoyée par Marcus Junius Silanus. Octavien, qui s'est tenu en arrière, en profite pour se faire acclamer imperator par ses troupes pour avoir assuré la défense du camp.

### Bataille de Modène
Le 21 avril 43 av. J.-C., Marc Antoine subit une nouvelle défaite lors de la bataille de Modène, le contraignant à battre en retraite vers l'ouest. Néanmoins, les deux consuls sont tués, Hirtius à l'issue de la bataille de Modène le 21 avril,, tandis que Pansa meurt à Bologne le 23 avril à la suite des blessures reçues lors de la bataille de Forum Gallorum. Octavien demeure seul commandant de l'armée,, ce qui lui vaut d'être soupçonné par certains de ses contemporains qui l'accusent d'être responsable de la mort des deux consuls,.
Les consuls ayant trouvé la mort, Octavien semble en bonne position pour hériter de leur commandement militaire, même s'il ne remplit pas les conditions d'âge et d'expérience requises. Mais à Rome, Cicéron et les autres républicains souhaitent profiter de la défaite de Marc Antoine pour reprendre le pouvoir et réinstaurer les anciennes institutions, pensant peut-être qu'il sera aisé de se débarrasser du jeune Octavien.

### Marc Antoine, ennemi public
Le Sénat se réunit les 26 et 27 avril et finit par déclarer Marc Antoine et ses partisans ennemis publics, leurs biens sont confisqués. Il accorde le triomphe et confie le commandement des armées à Decimus Junius Brutus pour la victoire sur Marc Antoine. Octavien réclame une reconnaissance de la part du Sénat et propose à Cicéron d'être son collègue au consulat mais ce dernier ne demande pour Octavien qu'une ovation, honneur modéré que les sénateurs lui refusent pourtant,. Le Sénat confie dans un même temps le commandement de la flotte à Sextus Pompée et confirme Brutus et Cassius à la tête des provinces de Macédoine et de Syrie dont ils ont pris le contrôle.
Le retour en force des défenseurs de la cause républicaine accentue la solitude d'Octavien,. Ce dernier refuse de coopérer avec le Sénat et reste dans la vallée du Pô, ne joignant pas ses troupes à celles de Decimus Junius Brutus pour participer à une nouvelle offensive contre Marc Antoine. La plupart des légionnaires demeurent fidèles à Octavien et c'est avec des troupes réduites que Brutus se lance à la poursuite de Marc Antoine.

### Decimus Brutus à la poursuite de Marc Antoine

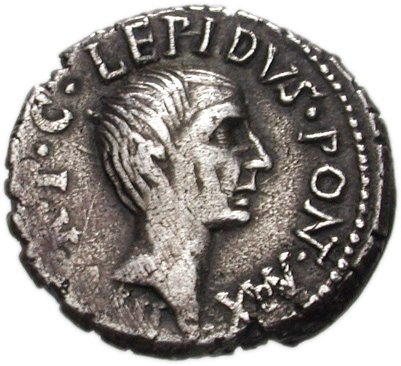
Sesterce portant le profil de Lépide, 42 av. J.-C.

Après sa défaite devant Modène, Marc Antoine fait retraite vers la Ligurie par Plaisance, Tortona et Acqui, suivi de près par Brutus qui s'empare de Pollentia, espérant déjouer les plans de l'ennemi. Il se rétablit rapidement grâce à des renforts composés de trois légions, menés par le préfet Publius Ventidius Bassus, un picénien qui a été fournisseur pour les armées de César. La jonction s'effectue le 3 mai à Vada Sabatia, à l'ouest de Gênes. Marc Antoine peut désormais passer sans problème en Gaule narbonnaise et atteint Fréjus le 15 mai, sur les terres de Lépide, gouverneur de Narbonnaise et d'Hispanie citérieure,. Celui-ci a reçu l'ordre du Sénat de se joindre à Brutus mais ses soldats finissent par le convaincre de désobéir et de se rallier à Marc Antoine, la jonction a lieu à Fréjus le 29 mai après deux semaines de négociations, imité par Caius Asinius Pollion qui arrive d'Espagne. À Rome, le Sénat réagit en déclarant Lépide ennemi public fin juin et en confiant le commandement de la guerre contre les Césariens à Octavien, le seul à pouvoir intervenir rapidement.
Lucius Munatius Plancus, gouverneur de Gaule depuis un an, hésite entre rejoindre le clan des Césariens qui est en train de se reformer et conserver une attitude loyale envers le Sénat. Il temporise et fait stationner ses légions dans la vallée de l'Isère. Brutus le rencontre à Grenoble vers le 10 juin et semble près de le convaincre de joindre ses légions aux siennes pour combattre Marc Antoine. Mais après deux mois d'attente, Plancus rallie à son tour le camp de Marc Antoine et abandonne Brutus à la fin du mois d'août. Ce dernier perd également une partie de ses troupes, les légions de vétérans se joignent à celles de Plancus tandis que les légions recrutées en Cisalpine l'année passée rallient Octavien et regagnent l'Italie.

### Fuite et mort de Decimus Brutus
Decimus Junius Brutus se retrouve isolé et en très nette infériorité numérique, accompagné seulement par une troupe de trois cents cavaliers gaulois. Il tente de fuir vers l'Illyrie afin de rejoindre les Républicains. Bloqué par les légions qui ont fait défection au sud, Brutus semble avoir tenté de rejoindre l'Illyrie en contournant par le nord le massif des Alpes, traversant le Rhin pour déboucher en Germanie puis en Rhétie. Déguisé en Gaulois, il est tout de même reconnu et capturé par un chef barbare de la tribu des Séquanes. Il aurait été exécuté par Camilus, chef des Séquanes, pour complaire à Antoine,, ou par des cavaliers envoyés par ce dernier dans ce but.

## Conséquences

### Rupture entre Octavien et le Sénat
En juillet 43, Octavien profite de son avantage sur les sénateurs pour envoyer une ambassade formée de centurions à Rome. Il demande que lui soit remis le consulat laissé vacant après la mort d'Hirtius et Pansa,. Octavien réclame également que le décret déclarant Marc Antoine ennemi public soit abrogé. Alors que cette dernière demande est rejetée, il marche sur Rome à la tête de huit légions. Il ne rencontre quasiment aucune résistance, le Sénat ne parvenant pas à défendre correctement la ville malgré l'arrivée de légions d'Afrique. Le 19 août 43, il est élu consul avec son parent Quintus Pedius comme collègue. La rupture entre Octavien et son allié politique Cicéron est alors définitivement consommée, ce dernier ayant joué double jeu et tenté de manipuler le jeune héritier de César. En tant que consul, Octavien obtient par un senatus consultum la ratification de son adoption par César et la mise à disposition du trésor public pour payer son armée. Mais la première mesure qu'il prend est de faire condamner par la promulgation de la Lex Pedia les assassins de César et leurs alliés, parmi lesquels Sextus Pompée alors même qu'il a reçu récemment un haut commandement ou encore Decimus Junius Brutus qui est à ce moment près de Grenoble en pourparler avec Plancus dont il perd le soutien. Brutus sait donc qu'il ne pourra pas revenir en Italie et devra, quoi qu'il arrive, rejoindre les Républicains en Grèce.

### Formation du second triumvirat
Dès le mois de mai, Octavien a commencé à traiter avec Marc Antoine comme le montre sa demande d'abrogation du décret du Sénat déclarant Marc Antoine ennemi public. En novembre 43, ils organisent avec Lépide une rencontre sur une presqu'île de la Lavinius, non loin de Bologne. L'entrevue se déroule dans une atmosphère tendue avec près de 43 légions rassemblées dans les environs. À l'issue des négociations, les trois hommes trouvent un accord. Ils fondent une nouvelle magistrature de cinq ans, baptisée Triumviri Rei Publicæ Constituendæ Consulari Potestate soit « les Triumvirs aux pouvoirs consulaires pour le rétablissement de la République », abrégée en III VIR RPC sur les inscriptions et connue sous le nom de Second triumvirat.